# Чалхушьян, Хачатур Христофорович
Хачатур Христофорович Чалхушьян (1899, Нахичевань-на-Дону — 30 августа 1980, Москва) — российский архитектор, племянник общественного деятеля Гpигория Чалхушьяна

## Биография
Отец — Христофор Христофорович Чалхушьян происходил из обедневшей дворянской семьи. Он и его младший брат Григорий Христофорович (известный автор «Истории Ростова-на-Дону», 1883) получили юридическое образование.
Хачатур Чалхушьян родился в 1899 году в Нахичевани-на-Дону. Окончил ростовское Петровское реальное училище.
По конкурсу поступил в Санкт-Петербургский институт гражданских инженеров, но через три года был вынужден из-за нужды оставить учебу и зарабатывать на жизнь самому. Работал в проектных бюро академика М. М. Перетяткович, Л. Н. Бенуа и других.

## Наиболее известные проекты
- Дом-гигант № 2 на Профсоюзной улице (1920-е, Ростов-на-Дону).
- Гостиница «Ростов» (совм. с И. Е. Чаркесианом и Л. Ф. Эбергом, 1920-е, Ростов-на-Дону).
- Дом «Молодых специалистов» (совм. с Я. А. Ребайном, 1936), Таганрог, ул. Фрунзе, 43.